# Черано
Черано (итал. Cerano) је насеље у Италији у округу Новара, региону Пијемонт.
Према процени из 2011. у насељу је живело 6499 становника. Насеље се налази на надморској висини од 128 м.

## Становништво
Према резултатима пописа становништва 2011. у општини је живело 6.728 становника.
| 1936. | 1951. | 1961. | 1971. | 1981. | 1991. | 2001. | 2011. |
| ----- | ----- | ----- | ----- | ----- | ----- | ----- | ----- |
| 6.082 | 5.849 | 5.860 | 6.322 | 7.198 | 7.070 | 6.665 | 6.728 |